# حارت حمري 1 (دار بوعزة)
حارت حمري 1 هي إحدى مشيخات المملكة المغربية، تتبع جغرافيا لإقليم النواصر وإداريًا لدار بوعزة. يقدر عدد سكانها بـ 8466 نسمة حسب الإحصاء الرسمي للسكان والسكنى لسنة 2004.